# 札幌市交通局A1200形電車
札幌市交通局A1200形電車（さっぽろしこうつうきょくA1200かたでんしゃ）は、札幌市交通局（以下、市交通局）が2013年（平成25年）5月5日より営業運転を開始した、札幌市電の路面電車車両。札幌市電では初となる超低床電車（LRV）で、愛称は「ポラリス」。
創造性あふれる進取の気風、公共の乗り物としての使いやすさ、および道産木材を使用し優しく暖かみのある空間に仕上げたことなどが評価され、2013年度のグッドデザイン賞を受賞した（受賞番号：13G060599）。

## 概要
2005年（平成17年）2月、札幌市は札幌市電を存続し、まちづくりの中で積極的に活用していく方針を示した。当形式は、2010年（平成22年）に示された「札幌市路面電車活用方針」のもとに2012年（平成24年）4月に取りまとめた「札幌市路面電車活用計画」の中で、路線のループ化などとともに計画された車両である。
2015年（平成27年）12月の路線ループ化、運転開始後50年以上経過し老朽化した車両の更新、魅力的な新型車両で集客効果を高めることなどを目的とした。製造元であるアルナ車両が開発した超低床車のブランド名「リトルダンサー」のUaタイプをベースにしている。2013年3月にA1201編成が落成し、5月5日から営業運転が開始され、2014年3月A1202編成が落成し、4月30日から営業運転が開始された。2014年5月にA1203編成が新製され、5月14日から営業運転が開始された。

## 車体
この車両は、2015年（平成27年）に行われた路線のループ化に伴い新たに整備された停留場・架線柱などと共通のコンセプトの下でデザインされた車両である。「SAPPORO CREATIVE WIND」をコンセプトに、創造都市札幌の「先進性」、「透明感のある」気候風土のイメージ、「やさしさ」がデザインされた。デザインは榮久庵憲司が手掛けた。

### 外観
3車体連接車で、前面は曲面ガラスを採用したスラント形状となっている。カラーリングは在来車とは大きく異なり、シンプルモダンの考えのもと、札幌の透明感のある気候風土や空気感を表現するホワイトを基調としている。両端の台車付車両（A車・B車）の間に台車のない中間車（C車）を挟むフローティング構造となっている。出入り口の高さは350mmで従来車両よりも50cmほど低くなり、中間車であるC車の扉には車椅子用の渡り板が装備されている。前面と側面にLED式の行き先表示器が設置されている。

### 内装
車内は乗降口から通路にかけて段差のない、100％低床構造となっている。座席はライムグリーンとブラックの表皮を使用している。優先席部分では座面に黄色の柄が入っている。A・B車がクロス配置の一人掛け7席、C車はロングシート13席で、この内2席は車椅子スペースを確保するため跳ね上げ式となっている。クロス配置の一人掛け座席の窓側には北海道産木材を用いたサイドテーブルが設置されている。大きく開放的な窓が特徴で、一部の座席はミニ展望席となっている。定員は71名と、従来の車両より2割程度増加した。車内には各車両に液晶画面表示装置が設置され、次駅案内や観光情報などを表示する。出入口は片面2か所ずつ設けられ、広い開口で乗り降りしやすいプラグドアが採用されている。札幌市電では久々の両開き扉を持つ車両となった。
本形式は札幌市電では初どころか、市営地下鉄を含めた交通局の車両全体としても初めてとなる設備が多数設置されている。
- 車体側面のLED式行先表示器[10]
- 冷房装置[10]
- 優先席部分の黄色のつり革[9]
- C車の入口ドアの開閉時において鳴動するドアチャイム[要出典][注 1]

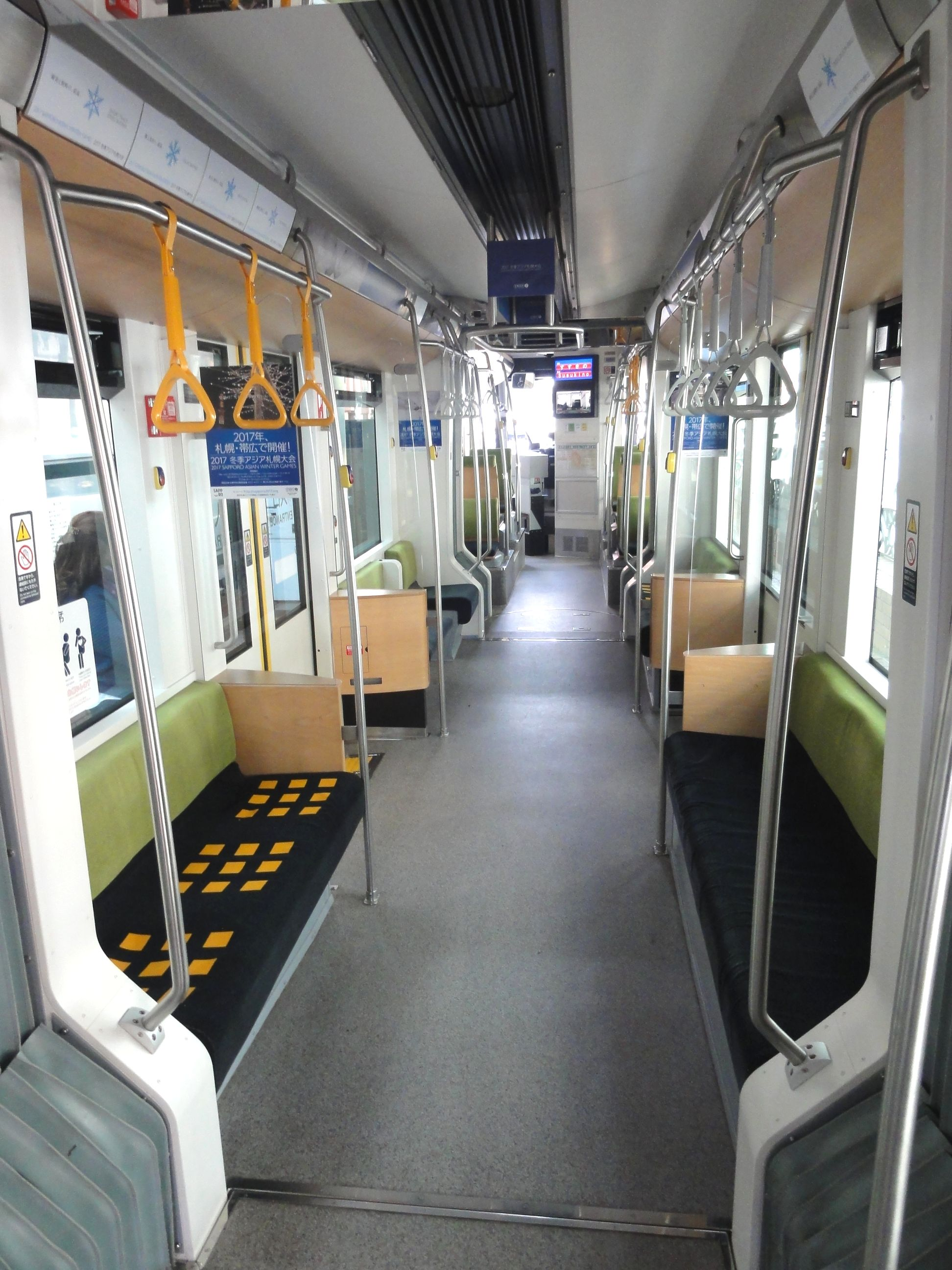
車内、床はフラットになっている。
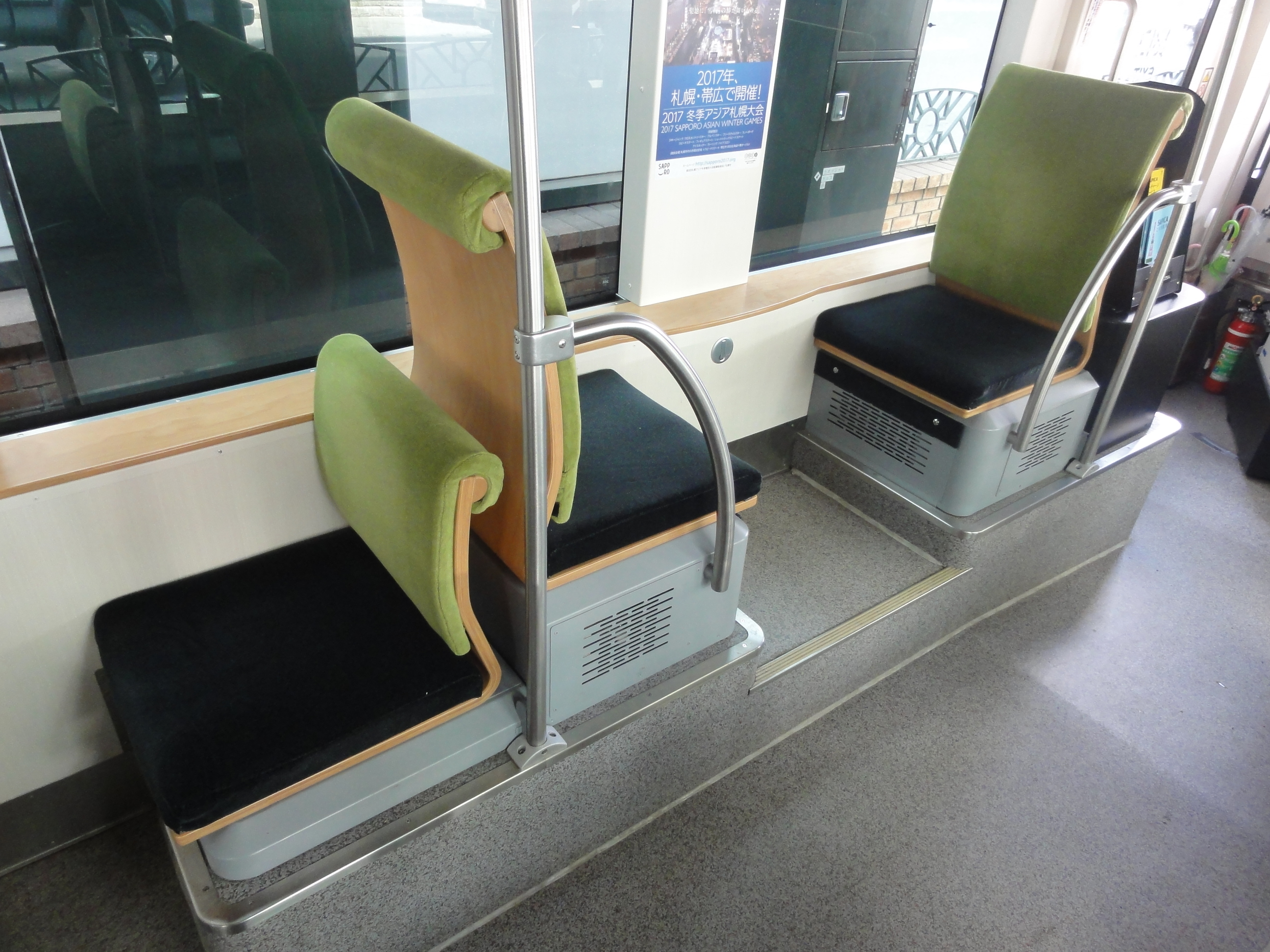
A・B車に設置されている一人掛けクロスシート。
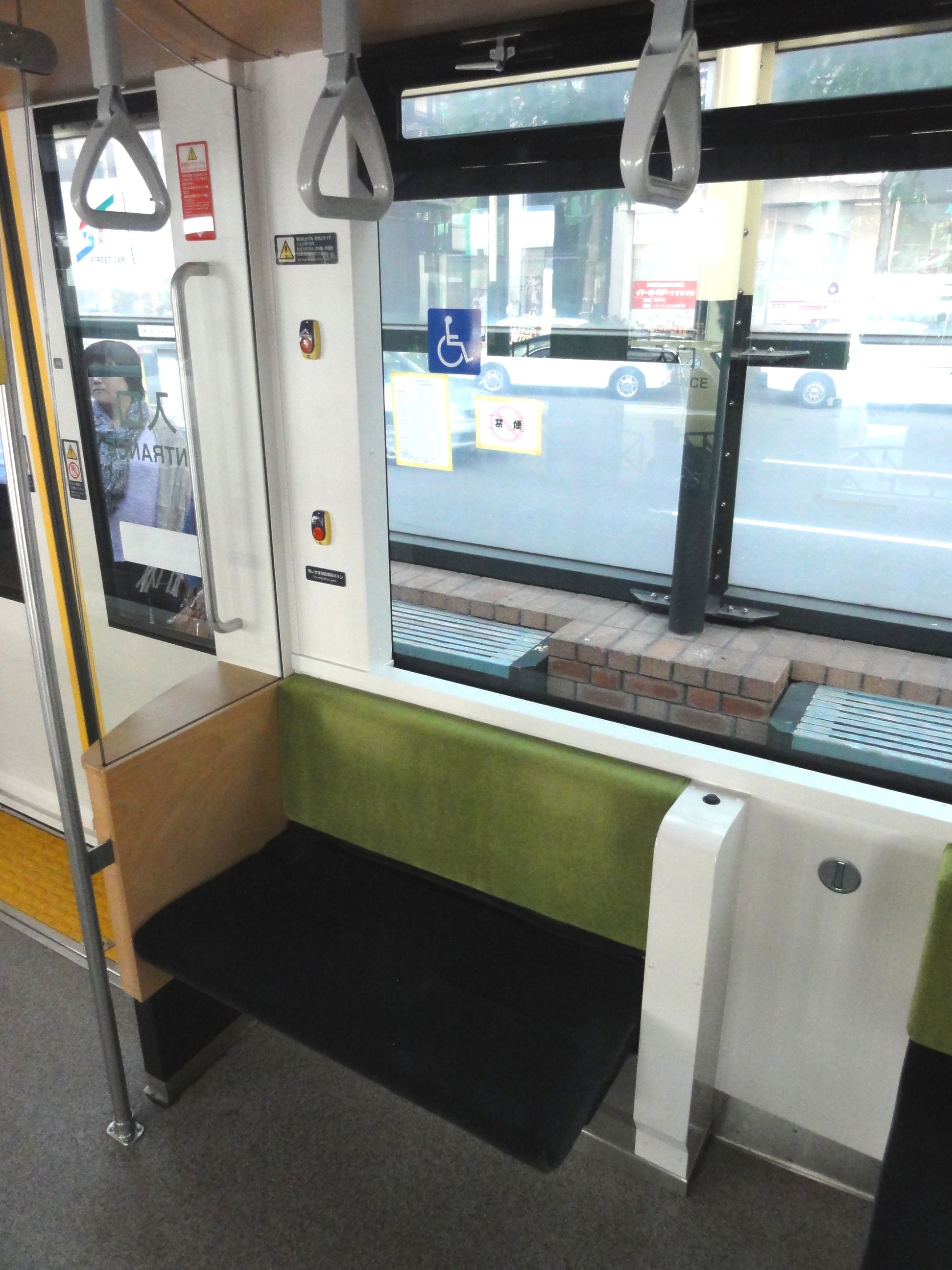
C車に設置されている跳ね上げ式シート。
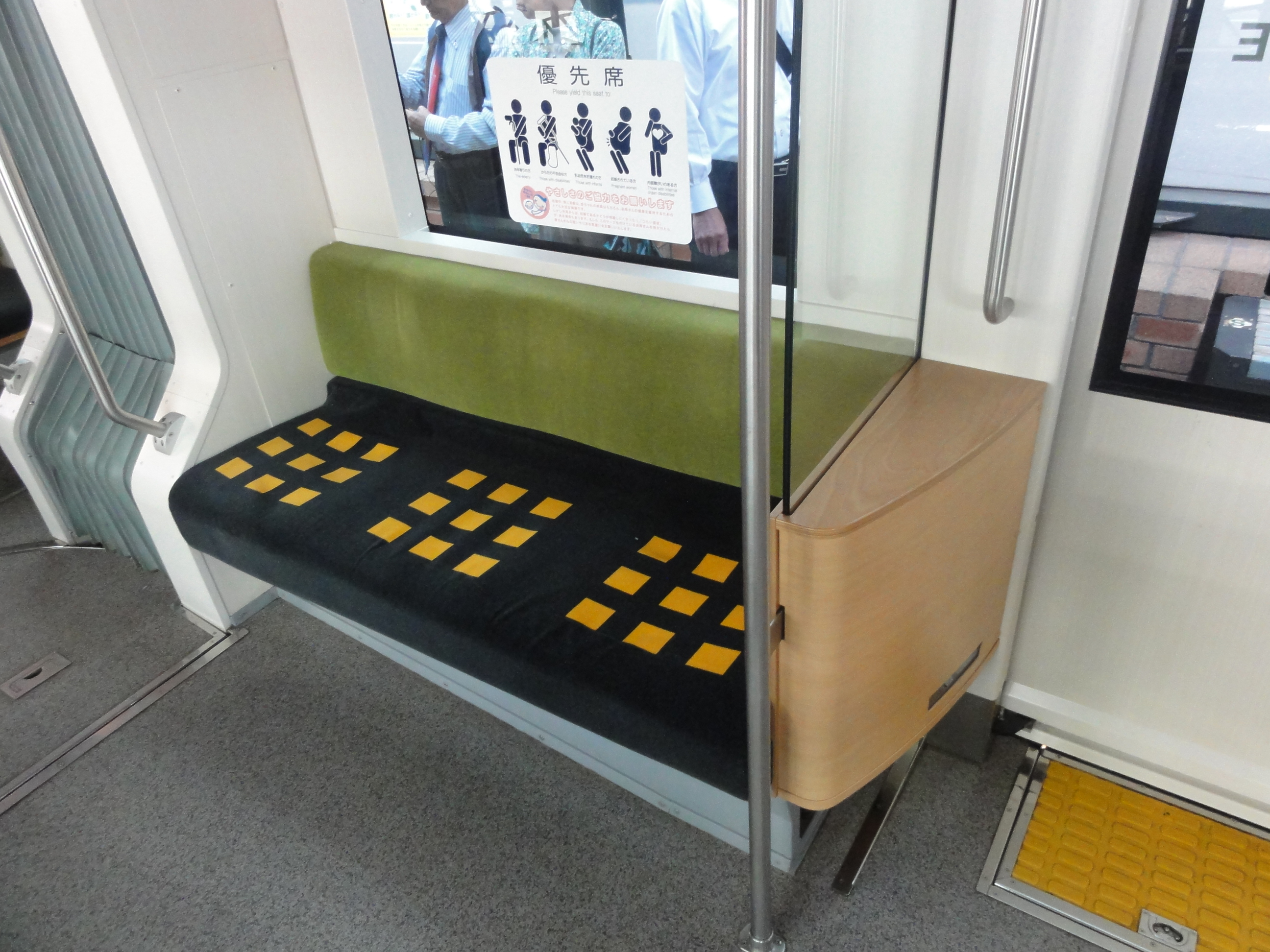
C車にある優先席。

### 運転台
編成両端の段上げ部分にあり、車体中心線より進行方向に向かって右側にオフセットして設置されている。制御器及びブレーキハンドルは、既存車両との操作方法統一や、冬季の運転操作（ブレーキシューの凍結防止のためブレーキをわずかにかけながら走行する）への対応のため、既存車両と同様な縦軸ツーハンドル式を採用した。

## 運用
営業運転開始当初の2013年（平成25年）5月は臨時便としての運行であったが、6月からは通常ダイヤに組み込まれて運行されている。1100形と共に、低床車両専用の時刻で運行されている。

## その他
- 愛称は「ポラリス」である。8月25日の市電フェスティバルで市交通局は市民から公募していたA1200形の愛称を北極星を意味する「ポラリス」とすることを発表した[14]。ロゴデザインは、札幌市立大学の学生にデザイン案を依頼し作成された[11]。
- 2014年（平成26年）6月28日より、貸切電車としての運行を開始した。同年4月、当形式の貸切電車としての使用方法について、「つなぐ」をテーマとして募集し、最優秀企画を同年6月28日に貸切電車第1号として、無償で企画が実施された[15]。
- 車内の一部に設置されていた対面式の座席は、乗客から不評であったため、後継車両の1100形では廃止された[16]。
- 札幌市電における連接車は、1965年（昭和40年）に導入したA830形以来48年ぶりの新車である。型式の「A」はArticulate（関節で繋ぐ）の頭文字であり、これもA830形以来の採用となる。

## A1210形
札幌市交通局A1210形電車（さっぽろしこうつうきょくA1210かたでんしゃ）は、札幌市交通局（以下、市交通局）が2024年度より営業運転を開始した、札幌市電の路面電車車両。A1200形と同じく超低床電車（LRV）で、愛称は「ポラリスⅡ」。
市交通局は12月19日に報道公開した。A1200形と比べて定員を4人増やすなどの改良が加えられている。

A1210形は2028年度までに5両が導入される計画である。